# Немска поезия
Наченките на немската поезия се губят в мистичния мрак на безписмеността. Едва през XII век по немските земи възниква светска литература на говоримия език и оттогава датират първите записани текстове на песни – отначало анонимни, а после с автори като Един от Кюренберг, Дитмар от Айст или Бургграфът на Регенсбург.

## Средновековие
Светът е чиста радост за очите
Минезангът обхваща стихове за възвишената любов, повлияни от френската и провансалската рицарска култура – те възпяват недостижимата любима и страданията от напразните домогвания до прекрасното ѝ сърце. Немските минезингери – певците на любовта – се състезават сред стените на средновековните замъци, като Вартбург в Тюрингия, и демонстрират своето умение да изплитат най-изискани строфи с най-покъртително съдържание. Първи сред тях били рицарят Хартман фон Ауе и странстващите певци Волфрам фон Ешенбах и Валтер фон дер Фогелвайде.
Според църковните и дворцовите предписания на онези времена чувствената любов се смятала за порок. Но ето че с времето се появяват поети, които започват да нарушават дворцовия етикет и да пеят за плътските радости на любовта. Сред тях особено се откроява Найдхарт фон Ройентал, който използвал грубовати мотиви от простолюдния бит и така създал жанра „дворцово-селска поезия“, силно предпочитан от изкушените в словото немски благородници от късното Средновековие. Самото име на Найдхарт фон Ройентал крие една двусмислица – на старонемски диалект то означава „Лукавият от долината на скръбта“.
Впоследствие възниква и градският минезанг, чийто голям майстор става швейцарецът Йоханес Хадлауб. В игриви строфи той възпява годишните времена, женската красота и виното и затрогва слушателите си с непринудени и сладостни описания на собствените си страсти и неволи.
Немската поезия на минезанга е представена най-пълно и илюстрирана с миниатюри в т. нар. Манески кодекс (Codex Manesse), създаден ок. 1300 г.

## Реформация
Витенбергският славей, чиято песен ехти навред
През 1517 г. Мартин Лутер заковава върху портата на катедралната църква във Витенберг своите 95 тезиса срещу индулгенциите и с това започва времето на Реформацията. Дворцовата поетическа култура окончателно се пренася в градовете, където процъфтяват занаятите и търговията. Там именно се заражда „майсторското пеене“ – поетическата изява на майстерзингерите. За разлика от изтънчените минезингери, майсторите-певци се стремят да завладеят простодушната си публика с шеговити и подигравателни строфи, извикващи груб смях и злорадо задоволство от бедите на възпяваните персонажи. Правилата на пеенето и стихоплетството обаче били строги – при състезанията специални съдии следели за броя на сричките и за разпределението на ударенията в така наречения „кнителферз“. Най-прославен майстерзингер в Германия става обущарят Ханс Закс от Нюрнберг, който съчинил общо 4275 майсторски песни и създал във Франкфурт на Майн собствена певческа школа.

## Барок
Блазе ви, о, деца на майката Природа
През следващото XVII столетие поезията в Германия се преселва в кабинетите на учените и в университетските библиотеки. Това е епохата на Барока, в която поетическите творби демонстрират не само ученост и владеене на латински и множество чужди езици, но разкриват и най-големи умения в изграждането на стиха. Поетът, обикновено приел латинизирано име, се стреми – по подобие на княза в социалния живот – да докаже своето владеене на порядъка и хармонията. Авторът рядко говори от свое име, а почти винаги от името на Висшия разум. Затова и читателят трябва да притежава нужните знания в науката, религията, политиката и реториката, за да възприеме и разбере творбата. Най-яркият поет на немския Барок, създал философски проникновена лирика, е Андреас Грифиус. Стиховете му излъчват мрачно величие и мъжество, поетът – професор по философия, естествени науки и история в Лайденския университет – отхвърля жалкото смирение пред повелите на Съдбата.
След Тридесетгодишната война (1618 – 1648), довела до пълната разруха на страната, немските князе извоюват независимостта си от германския кайзер и през XVIII век Германия се разпада на повече от триста малки и средноголеми държавици, свързани в крехък съюз. Отделянето на личния живот от църковните и морални предписания спомага за създаването на частна етическа сфера, в която се въздига култът към приятелството, разгръща се културата на писмата и на домашния уют. Вместо религиозната отдаденост, важни стават личните добродетели и разумното поведение, както и отношението към ближния. Философът Готфрид Вилхелм Лайбниц вече вижда в социалното мироздание „най-добрия от всички възможни светове“. Развива се и дълбок усет към природата, в която съзират божието присъствие в цялата му мощ. За швейцарския поет Албрехт фон Халер естеството е не само обект за изучаване, но то има и своето морално въздействие, понеже подтиква към прост и непринуден начин на живот, освободен от ненужно богатство и изобилие, но озарен от чувствителност към света. Халер се стреми да преодолее рационализма на времето си, като се обръща към „Майката Природа“ с нейната необятна съзидателна сила. В Германия бавно навлизат идеите на френското Просвещение с произведенията на Дидро, Волтер и най-вече на Жан-Жак Русо.

## Просвещение
Храмът на бога Амур посветения ще приюти
Постепенно немската поезия напуска кабинета на учения, загубва характера си на академична дейност и се насочва към света на човешките чувства. Личното изживяване става единствено достойно за поетическо претворяване. Сантименталността се приема като най-изискан начин на живот – да изпитваш чувства и да говориш за чувства е вече проява на висше духовно благородство. Поетът Фридрих Готлиб Клопщок, повлиян от стремежите на Френската революция, предлага основните мотиви на новата поезия: „природа“, „любов“, „отечество“. В Германия тези умонастроения се преплитат с идеите на пиетизма – религиозното реформаторско движение, което се стреми да намери общуване с Бог в практическата дейност, отвъд църковните ритуали и догми. Според философа и теоретика Йохан Готфрид Хердер лирическата поезия трябва да представлява естествен, цялостен израз на живота, да дава непосредствена изява на емоциите и с това да се доближи да танца и музиката. Идеал стават творбите на древния йонийски поет от VI в. пр. Хр. Анакреон, чиято житейска мъдрост се заключава в девиза: „Вино, жени и песни“. Така на сковаващия рационализъм от отминалия XVII век са противопоставени удоволствието и радостта.
В центъра на новата немска естетика е положена творческата „гениалност“. Геният черпи своята креативна енергия не от книжните знания, а от мълниеносно проблясващия божествен пламък на вдъхновението. Изгражда се представата за поета като божи наместник и върховен жрец. Младият Йохан Волфганг Гьоте става изразител на тази нова епоха на „Бурни устреми“. А заедно с другия велик немски поет от онова време, Фридрих Шилер, полага основите на Ваймарската класика, чиято основна художествена задача е следването на античните поетически образци – с естетическия идеал за „благородна простота и спокойно величие“. Творбите на Шилер представляват постоянно домогване до „красотата“, „доброто“ и „истината“ в името на братството между хората, озарени от извънземната светлина на изкуството. В трактата си „За наивната и сантименталната поезия“ той обаче изразява покрусата си от загубената цялостност с природата и от съзнанието за непостижимостта на идеала.

## Романтизъм
На красотата младото лице старее
Към края на XVIII век в Германия се заражда ново поколение поети като Фридрих Хьолдерлин и Новалис, чийто образец стават творчеството на Фридрих Шилер и философията на Имануел Кант. В поезията на Шилер те намират преливане на световна история, философия на живота и страстност на израза. С това започва немската епоха на Романтизма. Сега вече стремежът е създаването на универсална поезия, която да изхожда от себепознанието и превъзмогването на житейските ограничения. Изкуството се превръща в сакрална дейност, мощта на фантазията допълва гениалността. Новалис си поставя за цел да съедини поезията с религията, за да допринесе за възцаряването на нов „златен век“. Идеалът му е просветленото Средновековие и старата католическа църква. За романтическия творец поетът – жрец и пророк – е най-висшият правомощник на човечеството.
Немските романтици нямат за цел чрез литературата да създадат един илюзорен свят, а да въздигнат реалния живот до поезия. Романтикът – подобно на Аделберт фон Шамисо – много странства, за да изживее себе си в света и света в себе си. Според младия немски поет еснафът планира и предначертава бъдещето си, но творецът се стреми да бъде свободен за нови открития и преживявания. Романтическата лирика търси корените си в немския фолклор, в забравените митове и легенди и довежда до съвършенство музикалността на езика.
Парадоксът на романтизма е, че опоетизирането на всекидневието се поддава лесно на подражание. В Германия скоро става модно да си романтичен – всеки търговец може в края на седмицата да съчини някоя лекокрила ода за хурката на любимата си и да се появи в салоните с романтически везан костюм и изящно тръстиково бастунче. Към средата на XIX век поетите в Германия наброяват десетки хиляди, публикуват се стотици стихосбирки и антологии с посредствено „романтическо“ съдържание за масова употреба. Ето защо късните големи романтици като Лудвиг Уланд, Хайнрих Хайне или Николаус Ленау внасят в творчеството си иронични нотки или мрачни багри на отчаяние.

## Натурализъм и импресионизъм
Лавров лист и просяшка тояга
Като противодействие на прекаленото вторачване в личните преживявания и поривите на фантазията, към края на XIX век в немската поезия настъпва отрезвяване. Под влияние на философската херменевтика на Вилхелм Дилтай поетите започват да изследват и обясняват действителността. Лирикът е изправен пред новите познания в биологията и социологията – това е времето на дарвинизма, детерминизма и позитивизма.
Теоретикът Вилхелм Бьолше обсъжда природонаучните основи и основания на поезията. Поетът Арно Холц изисква от съмишлениците си „последователен натурализъм“, който да отразява „естествената истина“. Лириката се опитва чрез словото да предаде сетивните възприятия в тяхната непосредственост и мигновеност – важно става мимолетното впечатление, което действителността оставя у твореца. А това дава началото на импресионизма, чийто основен изразител в лириката става Детлев фон Лилиенкрон. Импресионизмът обаче не намира силен отклик в немската поезия, отправена повече към дълбините на душата, отколкото към ограничените региони на познанието. За немското мислене – музикално и философско – е трудно да приеме, че светът не съществува като нещо цялостно, а само като индивидуални сетивни дразнения.

## Символизъм
Отдих и сън върху зъбери вечни
Така се поражда немският символизъм, вдъхновен от френските образци на Маларме, Рембо и Верлен. Докато поетът импресионист наблюдава обектите в света и възпроизвежда своите впечатления от тях, символистът изгражда предметите в съзнанието си, като им придава своята сетивност и светоусещане и ги превръща в символи. Рихард Демел надмогва естетиката на реализма и натурализма и изпълва поезията си с „чиста символика“, с „пантеистична еротика“ и „варварски“ копнеж по една отвъдна реалност, белязана от „битката между Бог и Звяр“.
А в една своя лекция от 1898 г. върху модерната лирика Райнер Мария Рилке оповестява: „Схващам изкуството като стремеж на твореца – въпреки теснотата и мрака на съществуването – да намери връзка с всички предмети, с най-дребните, както и с най-големите, и в този постоянен диалог да се доближи до най-високите безмълвни извори на живота. Тайните на предметите се преливат в душата му със собствените му най-съкровени възприятия и добиват глас, сякаш са част от неговите собствени копнения.“  Символизмът се връща към зародената още в романтизма представа, че външната реалност е само шифър и символ на един по-дълбок смисъл, на по-висше битие. Поетическото слово създава свой собствен космос.

## Експресионизъм
Упорство в сърцата и диви мечти за борба
Прекалено езотеричният и социално необвързан символизъм в немската поезия предизвиква в годините около Първата световна война културно противодействие, което се разгръща в така нареченото „експресионистично десетилетие 1910 – 1920 г.“. Новите поети гравитират около списанията „Дер Щурм“ и „Ди Акцион“ и намират общ форум в антологията на Курт Пинтус „Залезът на човечеството“ (1919) – с най-ярки представители Ернст Щадлер, Георг Хайм и Георг Тракл. Повлияни от възгледите на философа Георг Зимел за модерния духовен живот, експресионистите разработват като основни теми: големия град, войната, гибелта на света, апокалипсиса, бунта, а също проклятието над съвременното индустриално общество. Немският експресионизъм е обладан от „патоса на новото“, от витаещите идеи за „свръхчовека“ на Фридрих Ницше и за „свръхобществото“ на Карл Маркс, които нерядко взаимно се преплитат. Всички търсят „новия човек“, който да възвърне на света загубената първичност и хармония.
Ницшеанците, чийто най-влиятелен представител е Готфрид Бен, развиват една естетика на „злото и грозното“, на разпада на личността, на опиянението и екстаза – като противовес на доволството и посредствеността на буржоазното общество. Наред с това обаче те демонстрират безсилие, страдат от загуба на ориентация, от метафизична безотечественост и самота.
Марксистите, сред чиито най-ярки имена са Бертолт Брехт и Йоханес Р. Бехер, упражняват своята критика на обществото, използвайки поезията като средство в политическата битка за комунизъм и срещу зараждащия се националсоциализъм.
Когато през 1933 г. в Германия на власт идва Хитлер, книгите на редица немски поети са публично изгорени, а на някои от живите е отнето немското гражданство. Мнозина поемат пътя на изгнанието, а други потъват във „вътрешна емиграция“. В страната се установява „партийна и народностна“ култура, която възхвалява Фюрера и завоеванията на неговата партия. Едно известно стихотворение, дало текста на бойна песен, има за рефрен: „Днес наша е Германия, а утре – целият свят!“.

## Нулевата точка
Език, подгонен от сломената уста
След разрухата на Германия от Втората световна война немската поезия слиза на своята „нулева точка“ – настъпва „епоха на изсечената гора“, възниква „литература на развалините“. С превръщането на западната окупационна зона във Федерална република Германия и на източната в Германска демократична република се развиват различни културни процеси на „превъзпитание и демократизация“ – съответно по американски и по съветски образец.
На Запад писателите Алфред Андерш и Ханс Вернер Рихтер започват да издават литературното списание „Дер Руф“ с подзаглавие „Независим орган на младото поколение“. Скоро американските власти забраняват списанието и тогава се сформира свободното литературно сдружение „Група 47“, което за дълги години ще стане най-авторитетният литературен форум във Федералната република.
Поезията в западната част на Германия желае да се освободи от традиционното немско „дълбокомислие“. Сред всеобщия упадък на ценностите артистичното постижение се превръща във възможност на изкуството да изживее самото себе си като единствена ценност и от това изживяване да изгради нов художествен стил. Постепенно поезията става монологична и херметична – това се проявява в творбите на поета и прозаика Гюнтер Грас. Критиката на езика, изразена от философа Лудвиг Витгенщайн, упражнява дълбоко влияние – значение в лириката добива езиковият експеримент, вече се търси чисто оптическият или акустичният ефект, създава се „визуална поезия“, преминава се границата между звук и шум в така наречената „конкретна поезия“, чийто първосъздател е швейцарският поет и професор по естетика Ойген Гомрингер. Възниква „абсолютното стихотворение“, освободено от вяра и надежда, отправено към Никого – текст, съставен от ефектно монтирани думи, като резултат от крилатата фраза на философа Теодор Адорно: „След Аушвиц да се пишат стихове е варварство“. 
Литературният процес в източната част на Германия е съвсем различен. Отначало там се налага един „нов патос“ и идеализиране на „демократичната“ действителност съгласно официално установения след 1951 г. „социалистически реализъм“ – с изискването за „партийно“ и „народностно“ на изкуство.
В началото на 60-те години обаче в ГДР се заражда мощен протест на младото творческо поколение, в който взимат участие Щефан Хермлин, Сара Кирш, Фолкер Браун, Волф Бирман. Негодуването е насочено не толкова срещу „строителството на социализма“, колкото срещу самодоволството на по-старото партийно поколение. През 70-те години започва трайното прогонване от страната на неудобните за режима значими поети като Гюнтер Кунерт, Райнер Кунце, Бернд Йенцш. С това настъпва всеобща „ревизия на вярата в ГДР“, която намира израз в поезията като „нова субективност“. Още с първата си стихосбирка Дурс Грюнбайн става представител на тази лирическа вълна в ГДР, повлияна от постмодернизма – меланхолична, цинична и антиметафизична. И тук – както и във ФРГ – стихотворението се превръща в поредица от семантични ефекти и физиологически ексцесии с цел да се постигне силно „магнитно поле“. Текстът трябва да прониква в тялото на читателя и чрез своите звуци и кодове да експлодира в подсъзнанието му, подобно на интензивено съновидение.

## Модернизъм и постмодернизъм
С раковинения звук на вечността в косите
Общото, което остава в поезията на обединена Германия след падането на Берлинската стена през 1989 г., е развитието на една надпартийна и надидеологическа „природна лирика“ с мощно магическо внушение. Вече са създадени големите образци – в ГДР от Петер Хухел и Йоханес Бобровски, във ФРГ – от Волфганг Вайраух, Гюнтер Айх и Карл Кролов. Сега природата вече не е „обективна реалност“, която може да се възпява, а става естетически и философски обект, превръща се в противоположност на белязания от техническо и индустриално развитие, но и от политически и социални катастрофи съвременен свят. Природната лирика може да се възприема като естетическо бягство от една непоносима действителност, но в същото време тя е в съзвучие с проблемите за опазването на околната среда и с идеите на „екологическото движение“ в Германия от 80-те години.
Немската поезия на XX век се осъществява в силовото поле на модернизма и постмодернизма. Наред с това обаче личи домогването до една „нова лекота“ и съзнателно възприемане на разпокъсаната действителност, с която да може художествено да се играе. В съгласие с възгледите на философа Мартин Хайдегер лирическият език става език на истинското познание – това се проявява на първо място в емблематичните творби на Паул Целан.

Съществува мнението, че Германия е „страна на философи и поети“. Тази крилата фраза изглежда оправдана, понеже немската поезия – от своите наченки до наши дни – се е вдъхновявала от мислители, от идеи на немската философия и естетика. А немската мисловност – ведно с поезията – винаги е била насочена към глъбините и тайните на мирозданието и човешкия дух, за да извлече от мрака на съществуването трайна светлина: „Повече светлина!“, според последните думи на Гьоте.
И днес поетът Кристоф Мекел – в стихотворението си „Светлината на света“  – възкликва:

„Тук, в този шемет на вълчия век,

отредил ми пътеки от кръв, аз стоя в светлината,

за да поема скалата, която от свода ще падне

и ще разкъса ръцете ми, ала не ще ме забие в земята.“